# Ruunasaari (ö i Södra Savolax, Nyslott, lat 62,13, long 28,44)
Ruunasaari är en ö i Finland. Den ligger i sjön Haukivesi och i kommunen Nyslott i  landskapet Södra Savolax, i den sydöstra delen av landet, 280 km nordost om huvudstaden Helsingfors. Öns area är 6,4 hektar och dess största längd är 0,5 kilometer i sydväst-nordöstlig riktning.